# Franc Frohlich
Franc Fröhlich, slovenski duhovnik, * 10. maj 1901, Sorica, † (neznano, verjetno junij) 1945, (kraj smrti neznan).

## Življenje
Po končani srednji šoli je vstopil v ljubljansko bogoslovje, 29. junija 1927 je prejel mašniško posvečenje. Začel je delo kot kaplan v Škocjanu pri Novem Mestu, od leta 1933 je bil kaplan na Vrhniki, nato od leta 1937 v Gorenjem Logatcu. Že leta 1938 je odšel v Kokro nad Kranjem, kjer je deloval kot župnijski upravitelj do nemške zasedbe Gorenjske. Maja 1941 so ga Nemci prijeli in ga odpeljali v Begunje, izgnan je bil na Hrvaško, od koder se je zatekel v Ljubljano. Od septembra 1941 je bival na Čatežu pri Zaplazu, nato je bil od leta 1944 domobranski kurat v Novem Mestu, za pomočnika je imel bogoslovca Alojzija Hostnika. Ob umiku domobrancev leta 1945 je verjetno odšel s skupino, ki je šla proti Zidanemu mostu, zajeli so jih partizani nekje pri Radečah. Kraj in datum smrti nista znana, najverjetneje pa je bil z drugimi umorjen v juniju 1945.